# Pascale Etchemendy
Pascale Etchemendy (6 juni 1966) is een tennisspeelster uit Frankrijk.

## Loopbaan

### Enkelspel
Etchemendy debuteerde in 1985 op het ITF-toernooi van Cumberland (Engeland) – zij bereikte daar meteen de halve finale. Zij stond in 1986 voor het eerst in een finale, op het ITF-toernooi van Hatfield (Engeland) – hier veroverde zij haar enige enkelspeltitel, door de Zweedse Helena Olsson te verslaan.
In 1986 speelde Etchemendy voor het eerst op een WTA-hoofdtoernooi, op het Italian Open in Perugia. Zij bereikte er de tweede ronde. Haar beste resultaat op de WTA-toernooien is het bereiken van de halve finale, op het toernooi van Tarente in 1990, door winst in de kwartfinale tegen de Amerikaanse Ann Grossman, waarna zij in de halve finale verloor van de latere winnares, de Italiaanse Raffaella Reggi.

### Dubbelspel
Etchemendy debuteerde in 1985 op het ITF-toernooi van Cumberland (Engeland), samen met landgenote Isabelle Crudo. Zij stond in jaar voor het eerst in een finale, op het ITF-toernooi van Vigo (Spanje), samen met de Braziliaanse Luciana Corsato – hier veroverde zij haar enige dubbelspeltitel, door het Spaanse duo Ana Larrakoetxea en Ninoska Souto te verslaan.
In 1986 speelde Etchemendy voor het eerst op een WTA-hoofdtoernooi, op het Italian Open in Perugia, samen met landgenote Nathalie Herreman. Haar beste resultaat op de WTA-toernooien is het bereiken van de tweede ronde op het Belgian Open in Knokke (1987), met landgenote Virginie Paquet aan haar zijde.

### Grandslamtoernooien
Tussen 1985 en 1991 nam ze deel aan Roland Garros, in 1986, 1989 en 1990 behaalde ze de tweede ronde in het enkelspel. In het gemengd dubbelspel bereikte zij de derde ronde in 1988 en 1989. Op Wimbledon speelde ze ook één keer, in 1990 in het enkelspel – daar bereikte zij de tweede ronde.

## Posities op deWTA-ranglijst
Positie per einde seizoen:
| jaar | rang enkelspel | rang dubbelspel |
| ---- | -------------- | --------------- |
| 1985 | 290            | –               |
| 1987 | 226            | 236             |
| 1989 | 136            | 346             |
| 1986 | 142            | 275             |
| 1991 | 258            | 642             |
| 1988 | 195            | 448             |
| 1992 | 301            | 594             |
| 1990 | 162            | 579             |
| 1993 | 822            | –               |

## Palmares

### Gewonnen ITF-toernooien enkelspel
| nr. | finale     | toernooi | dotatie | ondergrond | tegenstandster in finale | score    |
| --- | ---------- | -------- | ------- | ---------- | ------------------------ | -------- |
| 1.  | 1986-04-27 | Hatfield | $10.000 | hardcourt  | Helena Olsson            | 6-3, 7-5 |

### Gewonnen ITF-toernooien dubbelspel
| nr. | finale     | toernooi | dotatie | ondergrond | partner         | tegenstandsters in finale      | score    |
| --- | ---------- | -------- | ------- | ---------- | --------------- | ------------------------------ | -------- |
| 1.  | 1989-08-06 | Vigo     | $25.000 | gravel     | Luciana Corsato | Ana Larrakoetxea Ninoska Souto | 6-3, 6-1 |

## Resultaten grandslamtoernooien
| Legenda | Legenda                          |
| ------- | -------------------------------- |
| g.t.    | geen toernooi gehouden           |
| l.c.    | lagere categorie                 |
| –       | niet deelgenomen                 |
| G       | uitgeschakeld in de groepsfase   |
| 1R      | uitgeschakeld in de eerste ronde |
| 2R      | uitgeschakeld in de tweede ronde |
| 3R      | uitgeschakeld in de derde ronde  |
| 4R      | uitgeschakeld in de vierde ronde |
| KF      | uitgeschakeld in de kwartfinale  |
| HF      | uitgeschakeld in de halve finale |
| F       | de finale verloren               |
| W       | het toernooi gewonnen            |
| w-v     | winst/verlies-balans             |

### Enkelspel
| toernooi        | 1985 | 1986 | 1987 |    | 1989 | 1990 | 1991 |
| --------------- | ---- | ---- | ---- | -- | ---- | ---- | ---- |
| Australian Open | –    | g.t. | –    | –  | 1R   | –    |      |
| Roland Garros   | 1R   | 2R   | 1R   | 2R | 2R   | 1R   |      |
| Wimbledon       | –    | –    | –    | –  | 2R   | –    |      |
| US Open         | –    | –    | –    | –  | –    | –    |      |

### Vrouwendubbelspel
| Australian Open | –  | g.t. | –  | –  | –  | –  |
| Roland Garros   | 1R | 1R   | 1R | 1R | 1R | 1R |
| Wimbledon       | –  | –    | –  | –  | –  | –  |
| US Open         | –  | –    | –  | –  | –  | –  |

### Gemengd dubbelspel
| toernooi        | 1985 | 1986 | 1987 | 1988 | 1989 | 1990 |
| --------------- | ---- | ---- | ---- | ---- | ---- | ---- |
| Australian Open | –    | g.t. | –    | –    | –    | –    |
| Roland Garros   | 1R   | 2R   | 2R   | 3R   | 3R   | 2R   |
| Wimbledon       | –    | –    | –    | –    | –    | –    |
| US Open         | –    | –    | –    | –    | –    | –    |